# Dobrogea, Chișinău
Dobrogea este un sat din componența orașului Sîngera din Municipiul Chișinău, Republica Moldova.

## Istorie

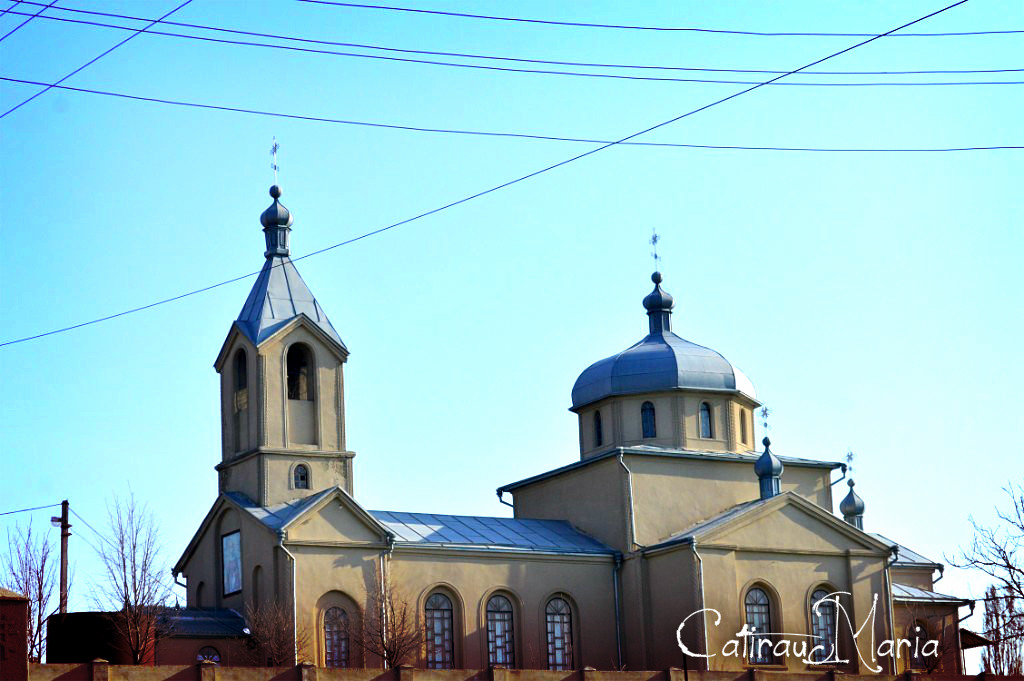
Biserica „Cuvioasa Parascheva”

Dobrogea a fost atestată  documentar în anul 1915 cu denumirea de „Hutor Chetrosâ” (Cătunul Chetroșii).
În anul 1925 monahul Ioan Zlotea (călugăr), originar din Călărași, s-a stabilit cu traiul în localitatea dată după ce s-a aflat mai mulți ani în România, regiunea Dobrogea. Fiind cunoscut prin predicile sale, aici se așază cu traiul atât români din Dobrogea, cât și din toată regiunea.
În anul 2002 a fost finisată biserica și la data de 5 noiembrie a aceluiași an a fost sfințită de Mitropolitul Vladimir împreună cu un sobor de preoți. Biserica are hramul în cinstea Sfintei Cuvioase Maicii Parascheva, hramul fiind sărbătorit în fiecare an la 27 octombrie. Parohul locașului este părintele Ioan Beleuță.

## Demografie

### Structura etnică
Structura etnică a localității conform recensământului populației din 2004:
| Grup etnic                                               | Populație | % Procentaj  |
| -------------------------------------------------------- | --------- | ------------ |
| Băștinași declarați Moldoveni Băștinași declarați Români | 2679 124  | 81,70% 3,78% |
| Ruși                                                     | 263       | 8,02%        |
| Ucraineni                                                | 119       | 3,63%        |
| Bulgari                                                  | 18        | 0,55%        |
| Găgăuzi                                                  | 9         | 0,27%        |
| Evrei                                                    | 2         | 0,06%        |
| Țigani                                                   | 1         | 0,03%        |
| Polonezi                                                 | 1         | 0,03%        |
| Alții                                                    | 63        | 1,92%        |
| Total                                                    | 3270      |              |